# Stan techniki
Stan techniki − według większości systemów patentowych oznacza ogół informacji potencjalnie dostępnej każdemu przed datą, według której oznacza się pierwszeństwo do uzyskania patentu (bądź prawa ochronnego na wzór użytkowy). Wynalazek należący do stanu techniki nie spełnia koniecznego warunku nowości i tym samym nie może zostać opatentowany. 
Ujawnienie informacji może polegać na jej udostępnieniu do wiadomości powszechnej w formie pisemnego lub ustnego opisu przez stosowanie, wystawienie, publikacje na stronie internetowej itd.